# .wf
.wfはフランス領ウォリス・フツナに割り当てられている国別コードトップレベルドメイン(ccTLD)。このトップレベルドメインはAFNICによって管理・運営されている。